# Sidonius Apollinaris
Gaius Sollius Modestus Sidonius Apollinaris (ca. 430 i Lyon – omkring 489) var poet, forfatter, diplomat, biskop, historiker og søn og sønnesøn af rigsstatholdere i Gallien (Præfectus Prætorio Galliarum).
Sidonius var bypræfekt i Rom 470 og efter sin karriere i imperiets tjeneste blev han biskop 472 i Augustonemetum (det nuværende Clermont-Ferrand i Auvergne i Frankrig) en position han beholdt til sin død. De fleste der havde dette biskopsæde før Sidonius er blevet
helgenkåret; Sidonius var ikke et religiøst menneske og hans tiltrædelse beroede snarere på kontakter og hans utrættelige anstrengelser for at holde denne del af Gallien inden for romerriget. Hans festdag i den katolske kirke er 21. august.
Sidonius tilhørte det gallo-romerske aristokrati og hans opvækst indebar klassisk skoling, og gennem sin omgangskreds havnede han hurtigt i 400-tallets politiske centrum. Han giftede sig med Papianilla, en datter af Avitus som da var konsul og kejser 455-456. Sidonius anvendte sin begavelse som poet til at gøre karriere i Rom, og som han gerne lånte linjer fra andre digtere, tøvede han ikke med at hylde sine tidligere beskytteres mordere.
Sidonius havde tillige gode kontakter med arianske, visigotiske konger som Theoderik II og mindre gode med for eksempel Eurik som lod ham fængsle for hans pro-romerske standpunkter. Eurik indtog Clermont og Auvergne 475. Han frigav imidlertid Sidonius senere og gav ham hans stift tilbage.
Sidonius efterladte skrifter, ni bøger indeholdende omkring 100 breve, udgør værdifuld information om hændelser og forestillinger i hans levetid. Han skrev adskillige panegyriske digte i samme tradition og af og til med samme indhold som Claudius Claudianus (død o.404) om vigtige politiske hændelser. I disse breve kan man følge den historiske situation da frankerne blev romaniseret.